# Eumedonia nigrostriata
Eumedonia nigrostriata är en fjärilsart som beskrevs av Percival Allen Huntercombe Muschamp 1909. Eumedonia nigrostriata ingår i släktet Eumedonia och familjen juvelvingar. Inga underarter finns listade i Catalogue of Life.